# Callicera auripila
Callicera auripila là một loài ruồi trong họ Ruồi giả ong (Syrphidae). Loài này được Metcalf mô tả khoa học đầu tiên năm 1916. Callicera auripila phân bố ở miền Tân bắc